# كأس أيرلندا الشمالية 1995–96
كأس أيرلندا الشمالية 1995–96 (بالإنجليزية: 1995–96 Irish Cup)‏ هو موسم من كأس أيرلندا. كان عدد الأندية المشاركة فيه 32، وفاز فيه غلينتوران.

## النهائي
| غلينتوران | 1 – 0 | غلينافون |
| --------- | ----- | -------- |
|           | تقرير |          |